# Common carrier
In landen met een common law-systeem is een common carrier een persoon of onderneming die goederen of personen vervoert. De common carrier doet dat voor andere mensen of bedrijven en is verantwoordelijk voor schade of verlies van goederen gedurende het vervoer. Een common carrier biedt z'n diensten aan het publiek aan via een licentie of toestemming van de regelgevende instantie. Doorgaans kan die instantie vrijuit regels maken, interpreteren en afdwingen van de common carriers, zij het binnen de grenzen van de wetgeving die haar autoriteit heeft gegeven.
Een common carrier verschilt van een contract carrier (of public carrier in Brits-Engels), die slechts voor een bepaald aantal klanten goederen vervoert, en een private carrier. Common carriers worden ertoe verplicht het grote publiek te dienen zonder onderscheid te maken. Doorgaans opereren ze volgens op bepaalde routes en met een dienstregeling en vaste tarieven. Luchtvaartmaatschappijen, spoorwegondernemingen, openbaarvervoerbedrijven, taxibedrijven, cruiseschepen en andere transportbedrijven zijn ondernemingen die doorgaans als common carrier opereren.
In landen met een ander rechtsstelsel, zoals continentaal recht, bestaat dit concept niet.